# Federazione calcistica del Libano
La Federazione calcistica libanese (in arabo الاتحاد اللبناني لكرة القدم‎?, in francese Fédération Libanaise de Football Association, in inglese Lebanese Football Association, acronimo LFA) è l'organo che governa il calcio nel Libano. Pone sotto la propria egida il campionato, le varie coppe nazionali e la nazionale libanese di calcio. 
Fu fondata nel 1933 ed è affiliata all'AFC dal 1964 e alla FIFA dal 1936. L'attuale presidente è Hachem Sayed Ali Haidar.
Il primo presidente federale fu Hussein Sejaan.